# Commissaire européen aux Emplois de qualité et aux Droits sociaux

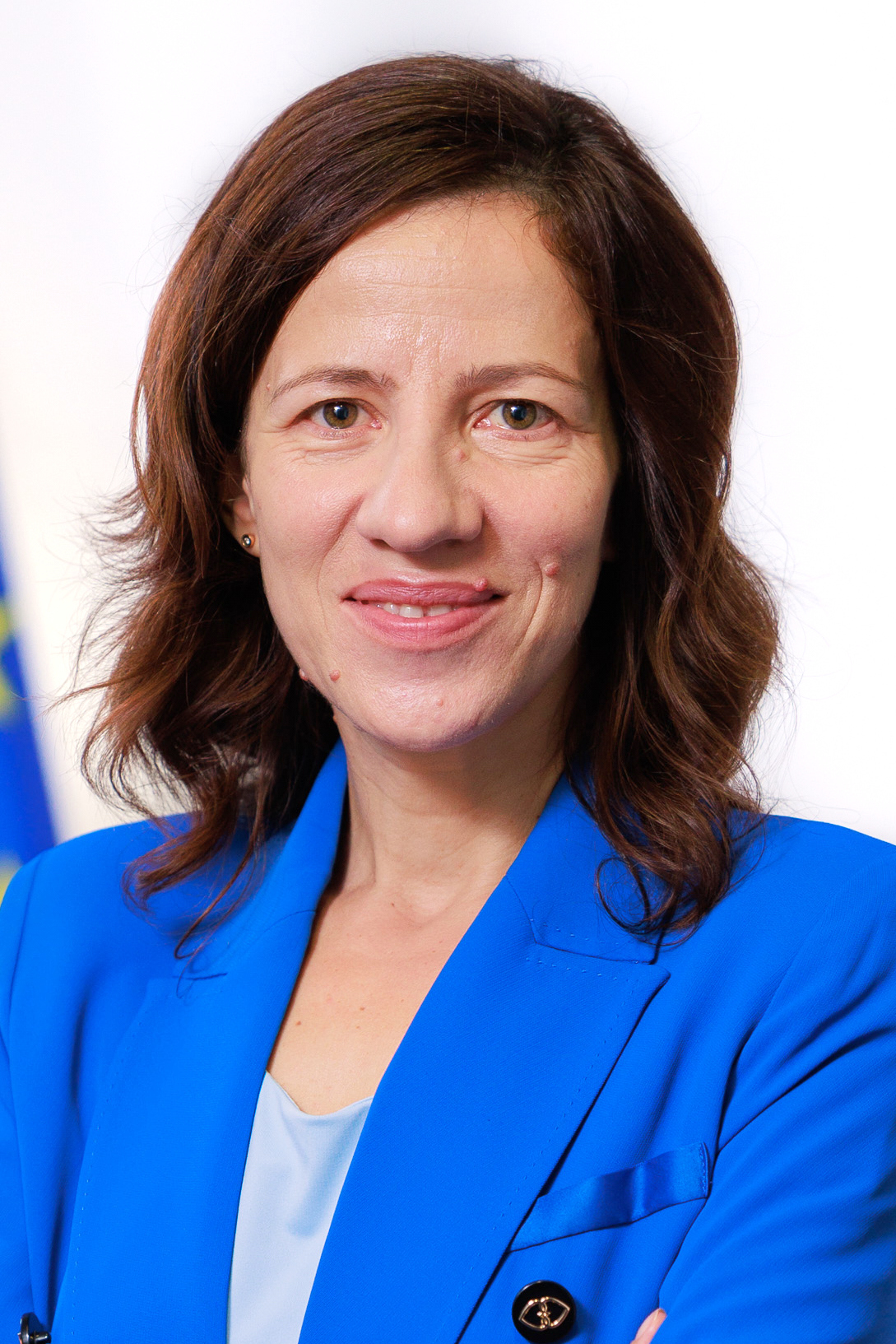
Roxana Mînzatu, l'actuelle commissaire européenne à l'Éducation, aux Emplois de qualité et aux Droits sociaux.

Le commissaire européen aux Emplois de qualité et aux Droits sociaux est un poste de la Commission européenne, actuellement occupé par Roxana Mînzatu. 
Le portefeuille est responsable relatives à l'emploi, aux discriminations et aux affaires sociales. Le poste a été élargi pour inclure l'égalité des chances depuis la commission Prodi. 

## Liste des commissaires
| Rang | Nom                  | Pays        | Période     | Commission(s)                          |
| ---- | -------------------- | ----------- | ----------- | -------------------------------------- |
| 1    | Lionello Levi Sandri | Italie      | 1967–1970   | Commission Rey                         |
| 2    | Albert Coppé         | Belgique    | 1970–1973   | Commission Malfatti et Mansholt        |
| 3    | Patrick Hillery      | Irlande     | 1973–1977   | Commission Ortoli                      |
| 4    | Henk Vredeling       | Pays-Bas    | 1977–1981   | Commission Jenkins                     |
| 5    | Ivor Richard         | Royaume-Uni | 1981–1985   | Commission Thorn                       |
| 6    | Peter Sutherland     | Irlande     | 1985–1989   | Commission Delors I                    |
| 7    | Vásso Papandréou     | Grèce       | 1989–1992   | Commission Delors II                   |
| 8    | Pádraig Flynn        | Irlande     | 1993–1999   | Commission Delors III, Santer et Marín |
| 9    | Ánna Diamantopoúlou  | Grèce       | 1999–2004   | Commission Prodi                       |
| 10   | Vladimír Špidla      | Tchéquie    | 2004–2010   | Commission Barroso I                   |
| 11   | László Andor         | Hongrie     | 2010–2014   | Commission Barroso II                  |
| 12   | Marianne Thyssen     | Belgique    | 2014-2019   | Commission Juncker                     |
| 13   | Nicolas Schmit       | Luxembourg  | 2019-2024   | Commission von der Leyen I             |
| 14   | Roxana Mînzatu       | Roumanie    | Depuis 2024 | Commission von der Leyen II            |